# Barra de São Francisco (kommun)
Barra de São Francisco är en kommun i Brasilien.   Den ligger i delstaten Espírito Santo, i den sydöstra delen av landet, 800 km öster om huvudstaden Brasília. Antalet invånare är 40 610.
Följande samhällen finns i Barra de São Francisco:
- Barra de São Francisco

Omgivningarna runt Barra de São Francisco är huvudsakligen savann. Runt Barra de São Francisco är det glesbefolkat, med 17 invånare per kvadratkilometer.